# Falculopsis grandirena
Falculopsis grandirena är en fjärilsart som beskrevs av Paul Dognin 1913. Falculopsis grandirena ingår i släktet Falculopsis och familjen mätare. Inga underarter finns listade i Catalogue of Life.